# 捷列巴耶沃农村居民点
捷列巴耶沃农村居民点（俄语：Теребаевское сельское поселение）是俄罗斯联邦沃洛格达州尼科利斯克区所属的一个农村居民点。其下辖有17个居民点，行政中心为捷列巴耶沃。据2015年统计，该农村居民点的人口为722人。